# حادثة الجفر
حادثة الجفر هي حادثة وقعت يوم الجمعة الموافق 4 نوفمبر 2016 حيث قام الجندي معارك أبو تايه بإطلاق 91 رصاصة على 4 جنود أمريكيون في قاعدة الملك فيصل بن عبد العزيز في منطقة الجفر الواقعة في محافظة معان. عملت هذه الحادثة ضجة كبيرة في الأردن بسبب اختلاف الآراء فيها فمنهم من اعتبر أن معارك أبو تايه أحد أبطال الجيش العربي وشبهوه بأحمد الدقامسة ومنهم من اعتبره مجرمًا

## الأحداث[2][3]
قبل الحادثة بيومين، في تاريخ 2 نوفمبر 2016، سمعت العائلة أصوات إطلاق نار في قاعدة الملك فيصل العسكرية الجوية القريبة من منزلهم، فصعد الجميع لسطح المنزل، بمن فيهم معارك الذي كان مجازًا يومها، وسمعوا صوت تكبيرات، الله أكبر، وعرفوا بعدها من الناس إنه يوجد تمرد في القاعدة وانقلاب من الجيش الحرّ، وكان الجيش الحر يتلقى تدريبات عسكرية من جنود أمريكيين في القاعدة، وأن ما حصل كان تمردًا خلال التدريبات
توّجه معارك لمناوبته في قاعدة الملك فيصل، التي يخدم فيها منذ نحو 13 عامًا، كانت السنوات الستة الأخيرة منها في قوات الردّ السريع
وفي يوم الحادثة تاريخ 4 نوفمبر 2016، كان هناك جنود أمريكيون من المجموعة الخامسة للقوات الخاصة، يعملون على تدريب مقاتلين سوريين معتدلين في برنامج تابع لوكالة الاستخبارات الأمريكية، حسبما نقلت صحيفة الواشنطن بوست عن مسؤولين أمريكيين.
وبحسب الأوامر والتعليمات العسكرية عدم السماح لاي شخص أو مركبة الدخول إلى حرم القاعدة الجوية الا باذن وموافقة بذلك وبعد ان يتم التثبت من هوية وصفة الشخص الذي يرغب بالدخول. وكان المتهم برتبة رقيب اول ومصنف بمهنة المشاة
وفي يوم الجمعة 4 نوفمبر 2016 كان معارك بوظيفة رسمية كمسؤول سيارة الرد السريع المتواجدة داخل القاعدة الجوية بالقرب من مدخل البوابة الرئيسية للقاعدة الجوية ومسلما إليه سلاح فردي بحكم وظيفته وهو عبارة عن بندقية أوتوماتيكية نوع M16A1، وكانت وظيفته تبدأ من الساعة 6 صباحا ولغاية الساعة 12 ظهرا ويشاركه الوظيفة عدد من زملائه الشهود بالقضية، وقد كانوا مرتبين بوظائفهم على سيارة الرد السريع داخل القاعدة بالقرب من البوابة الرئيسية
وبحدود الساعة 9 صباحا خرج من داخل القاعدة رتل عسكرية تتكون من سيارات لمدربين من القوات الأمريكية الصديقة وغيرها في مهمة تدريبية خارج القاعدة، حيث خرج رتل من السيارات بشكل اعتيادي على مرأى معارك وباقي زملائه المذكورين وغيرهم من المشتركين معهم في الوظيفة الرسمية على بوابة القاعدة، وعند حوالي الساعة 11 صباحا ترجل معارك من مكان وظيفته على سيارة الرد السريع باتجاه الباب الرئيسي المتواجد عند مدخل البوابة الرئيسية للقاعدة، وذلك من اجل شحن جهازه اللاسلكي وكان يحمل معه سلاحه الوظيفي بندقية M16 ومخازن العتاد المسلمة له، وأثناء تواجده بداخل الكوخ الموجود عند مدخل الباب الرئيسي للقاعدة وعند اقتراب الساعة من 12 ظهرا عاد الرتل الذي خرج عند الساعة 9 صباحا على دفعتين بحيث دخلت الدفعة الأولى إلى داخل القاعدة بشكل طبيعي كالمعتاد تبعه فيما بعده بعدة دقائق الدفعة الثانية من سيارات الرتل العائد للقوات الأمريكية الصديقة والمكون من سيارة إسعاف تليها سيارات لاند كروزر، ويتواجد بداخل السيارة منها كل من الرقيب لوين ماثيو، والرقيب كيفين ميكينرو، وفي السيارتين اللتان تليها الرقيب مورياتي جيمس اف وزميل اخر لهم وجميعهم من مرتبات القوات الأمريكية الصديقة، وبدخول الرتل وبعد التثبت منهم تم السماح لهم بالدخول إلى القاعدة بحيث تم فتح المقص الرئيسي، وقد عبرت سيارة الإسعاف بوابة السحب باتجاه القاعدة ولحظة ذلك سمع من قبل مرتبات القاعدة المتواجدين عند مدخل القاعدة صوت منخفض لطلقه ناريه من مكان بعيد لم يتحدد مصدره فيما إذا كان من داخل القاعدة ام من خارجها ولم يتبين هوية مطلق تلك الطلقة، وفي تلك الأثناء كانت سيارة الإسعاف التي تتقدم الرتل قد عبرت البوابة الرئيسية، وفور سماع معارك الذي كان متواجدا بكوخ الخفير بالقرب من مكان مرور سيارات الرتل صوت تلك الطلقة، فقد قام بتركيب مخزن الذخيرة على جسم البندقية المسلمة إليه وأقدم على إطلاق العيارات النارية من البندقية بشكل كثيف بإتجاه سيارة لاند كروز التي تلي سيارة الإسعاف من سيارات الرتل مباشرة والتي كان بداخلها الرقيب لوين ماثيو والرقيب كيفين ميكيينرو موجها إطلاق النار صوبهما مباشرة، فأطلق مخزنا كاملا من الرصاص عبر الشباك الشرقي للكوخ الذي كان متواجدا فيه باتجاه سيارات الرتل التي كانت بمواجهته وأمام ناظريه، قاصدا بذلك قتلهما بعد ان تبين له صفتهما وأنهما من افراد القوات الأمريكية ودون تثبته من مصدر الطلقه التي سمعها، حيث أصاب الرقيب ماثيو بعيارين ناريين احدهما في العظم الجداري الأيمن من الجمجمة والأخر في الكتف الايسر نافذه إلى تجاويف الجسم ومستقره داخله أدت إلى احداث نزف دموي وهي من الأماكن القاتلة بطبيعتها مما أدى إلى وفاته وكذلك الرقيب كيفين الذي أصيب بعيارين ناريين احدهما في الراس نتج عنه تهتك في مادة الدماغ وكسر وفقدان العظم الصدري الجداري الأيمن والأخر في الكتف الأيمن احدث فقدان نسيجي جلدي وعضلي وهي من الأماكن القاتلة بطبيعتها مما أدى إلى وفاته
وأفادت المحكمة ان المتهم خالف بذلك الأوامر والتعليمات العسكرية، وذلك متمثل بعدم تطبيق المتهم لقواعد الاشتباك المعمول بها في القوات المسلحة، والمتمثلة بوجوب قيام الخفراء بالتبليغ عن مكان ونوع الهجوم بعد التحقق من وقوعه واخذ الموقع المناسب والمحمي بالمراقبة، وعدم استخدام النار بشكل مؤثر إلا بعد التحقق من التعرض لإطلاق نار معادي ومصدره على وجه الدقة والتحديد، والتعامل بإنذار افراد النقطة من زملائهم، وفي حالة قيام ركاب السيارة بإطلاق النار يتم الرد عليهم بالمثل بصورة متناسبة ضمن ما يعرف بقاعدة الطلقة بطلقة
وقام معارك بإطلاق النار باتجاه السيارة الثانية التي كانت تلي سيارة اللاند كروز التي يستقلها الرقيب لوين والرقيب كيفين حيث كان بداخله الرقيب مورياتي والسيارة الثالثة التي كان بداخلها أحد أفراد القوات الأمريكية الصديقة دون ان يتمكن من إصابتهما في البداية. وقد استطاع الرقيب مورياتي وزميله الترجل من السيارتين والاحتماء خلف السواتر الإسمنتية بالقرب من مكان وقوف سيارات الرتل واطلق الرقيب مورياتي طلقات نارية من مسدسه عيار 9 ملم، محاولا بذلك ثني المتهم عن مواصلة إطلاق النار باتجاهه، الا ان المتهم تحرك من مكان تواجده في الكوخ متجها نحو الرقيب مورياتي وزميله مصوبا سلاحه الناري الذي يحمله نحوهما، وقد أخذ موقعا احتراسيا مواصلا إطلاق النار باتجاههما. وفي تلك الأثناء كان شاهدي النيابة مشتركين معه بالوظيفة الرسمية على سيارة الرد السريع بوظيفتهما وكانا داخل بوابة القاعدة، وعند سماعهما صوت إطلاق النار والرماية الكثيف خارج الباب حيث اعتقدا حينها ان هناك هجوما على القاعدة عندها قام الجندي حسين بتركيب مخزن العتاد على سلاحه الوظيفي بندقية اتوماتيكية نوع M16A1 وأعطى امرا لشاهد النيابة الجندي خالد بان يطلق النار من السلاح الناري M60 المركب على سيارة الرد السريع في الهواء وخارج باب القاعدة، وقام هو كذلك بإطلاق النار من بندقيته في الهواء أيضا وخارج الباب الرئيسي، وكانا قاصدين بذلك الرماية بهدف الحماية وتخويف المهاجمين لاعتقادهما بان هناك هجوما على القاعده الجوية. وإتجه شاهد النيابة الجندي حسين باتجاه البوابة الرئيسية للقاعدة وبعد اجتيازه لها ومعه سلاحه ووصوله إلى الجهة الغربية من كوخ الباب الرئيسي وبمقربه من الجهة اليسرى لمخرج باب القاعدة الجوية من جهة الباب السحاب حيث تحقق له حينها ان الرتل الذي يطلق المتهم النار باتجاهه تابع للقوات الأمريكية الصديقة، وفور ذلك توقف عن اطلاق النار واصدر امرا لزميله شاهد النيابة الجندي خالد بالتوقف عن اطلاق النار أيضا.

## صدور الحكم
وفي ظهر يوم الإثنين تاريخ 17 يوليو 2017، حكمت المحكمة العسكرية المؤقتة على الرقيب أول معارك سامي أبو تايه بالأشغال الشاقة المؤبدة مدى الحياة، وتنزيل رتبته إلى جندي ثان وطرده من الخدمة العسكرية وتضمينه قيمة الطلقات النارية المستهلكة من قبله وقيمتها 91 دينار، بعدما أدين بجناية القتل القصد مخالف الأوامر العسكرية إثر إطلاقه النار على عسكريين أمريكيين أثناء دخولهم بوابة قاعدة الملك فيصل الجوية في الجفر
وأصدر القاضي العسكري هذا الحكم في الجلسة التي حضرها ذوو المقتولين وممثل عن السفارة الأمريكية، عملًا بالمادّة 327 من قانون العقوبات المشار إليها لا تنص على مصطلح مدى الحياة الذي نطق به القاضي، وهو ما يرى أهل الجندي أنه قرار سياسي

## ردود الفعل
تصاعدت بعد الحكم ردود الفعل الغاضبة، خاصةً في منطقة الجفر التي ينتمي لها الجندي أبو تايه ابن قبيلة الحويطات، فشهدت عدة مناطق في عمان وجنوب الأردن من قبل شباب الحويطات أعمال عنف وإغلاق شوارع رئيسية وفرعية للمطالبة بإعلان براءة الجندي معارك أبو تايه من التهم المسندة له، قبل أن يجتمع شيوخ الحويطات مساء الثلاثاء تاريخ 18 يوليو 2017 لبحث الخطوات التصعيدية ومطالب العائلة.
وكانت نبرة الغضب والتصعيد واضحة في كلمات المتحدثين في اجتماع الرجال، الذين حذّروا من المساس بكرامة أبناء القبيلة.
وعلى بعد مئات الأمتار من اجتماع رجال الحويطات، اجتمعت العديد من النساء داخل منزل عائلة أبو غازي، وتسابقن في الحديث عن بطولة معارك، الذي قام بواجبه العسكري، لكنّ ما وصفنه بهيمنة الولايات المتحدة الأمريكية على القرار الأردني جعلت منه مجرمًا، بحسبهن
وناشد النائب محمد العمامرة الملك عبدالله الثاني ابن الحسين بإنصاف الجندي معارك أبو تايه 